# Лебедев, Владимир Николаевич (физик)
Владимир Николаевич Лебедев (09.03.1928 — 18.09.2010) — доктор физико-математических наук, профессор, начальник отдела ГНЦ РФ «Институт физики высоких энергий», заслуженный деятель науки РФ.

## Биография
Родился 09.03.1928 в Ленинградской области, в 1936 г. переехал с родителями в Ленинград. Пережил блокаду Ленинграда.
В 1944—1949 гг. работал на военном заводе, выпускавшем войсковые радиостанции, и учился в техникуме. Награждён медалью «За доблестный труд в Великой Отечественной войне» (июль 1947).
В 1949 г. поступил в Ленинградский электротехнический институт, в августе 1951 г. вместе с группой студентов переведён в Московский механический институт (будущий МИФИ).
С 1957 г. работал в Лаборатории высоких энергий Объединённого института ядерных исследований, участвовал в запуске протонного синхрофазотрона на энергию 10 ГэВ.
С 1966 г. начальник отдела радиационных исследований ИФВЭ.
В 1978 году защитил докторскую диссертацию, посвящённую оптимизации решений радиационных проблем при проектировании, создании и эксплуатации крупных ускорительных комплексов.
Создатель нового научного направления: радиационная физика ускорителей на высокие и сверхвысокие энергии. Профессор (1995).

## Награды, поощрения
Лауреат Премии Правительства РФ 2004 года — за разработку научных и практических основ создания и организацию серийного производства комплекса средств термолюминесцентной дозиметрии внешнего облучения персонала и населения.
Заслуженный деятель науки РФ. Награждён орденом «Знак Почёта».

## Сочинения
Автор более 200 научных работ.
- Исследование по дозиметрии и радиационной защите на синхрофазотроне Объединённого института ядерных исследований : диссертация ... кандидата физико-математических наук : 01.00.00. — Серпухов, 1967. — 152 с. : ил.
- Радиационная защита ускорителей протонов на энергию 1÷3000 ГэВ : диссертация ... доктора физико-математических наук : 01.04.01. — Серпухов, 1978. — 353 с. : ил.